# Црква Светог Георгија у Бингули
Црква Светог Георгија у Бингули, насељеном месту на територији општине Шид, припада Епархији сремској Српске православне цркве.
Првобитни храм Светог Георгија подигнут је у периоду од 1732. до 1752. године, а осветио га је епископ Партеније 1778. године. Порушена је 1944. године и поново саграђена од 1990. до 1993. године, а освећење је извршио епископ сремски Василије.
Матичне књиге су од 1857. године, а поново се чувају од 1949. године.